# Oreophryne alticola
Espèce
Statut de conservation UICN

 DD  : Données insuffisantes
Oreophryne alticola est une espèce d'amphibiens de la famille des Microhylidae.

## Répartition
Cette espèce est endémique de l'Est de la province indonésienne de Papouasie en Nouvelle-Guinée occidentale. Elle est présente entre 3 500 et 3 900 m d'altitude,.

## Étymologie
Son nom d'espèce, du latin, altus, « haut » et colus, « habitat », lui a été donné en référence à son aire de répartition située en zone de haute montagne.

## Publication originale
- Zweifel, Cogger & Richards, 2005 : Systematics of microhylid frogs, genus Oreophryne, living at high elevations in New Guinea. American Museum Novitates, no 3495, p. 1-25 (texte intégral).